# Naria helvola
Espèce
Répartition géographique
Synonymes
- Cypraea helvola Melvill, 1888
- Erosaria helvola (Melvill, 1888)

Naria helvola est une espèce de porcelaines gastéropodes de la famille des Cypraeidae. Elle a longtemps été connue sous les noms obsolètes de Cypraea helvola puis Erosaria helvola.

## Description
Espèce de petite taille, 15 à 25 mm. Cette espèce vit souvent cachée dans les récifs, on la trouve fréquemment sous les coraux morts.

## Distribution
Zone Indo-Pacifique, fréquente aux Philippines.

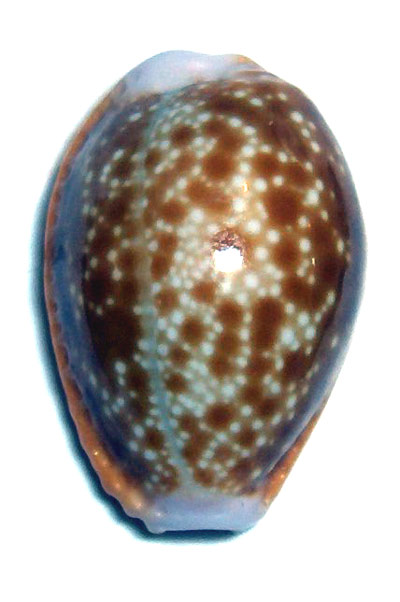
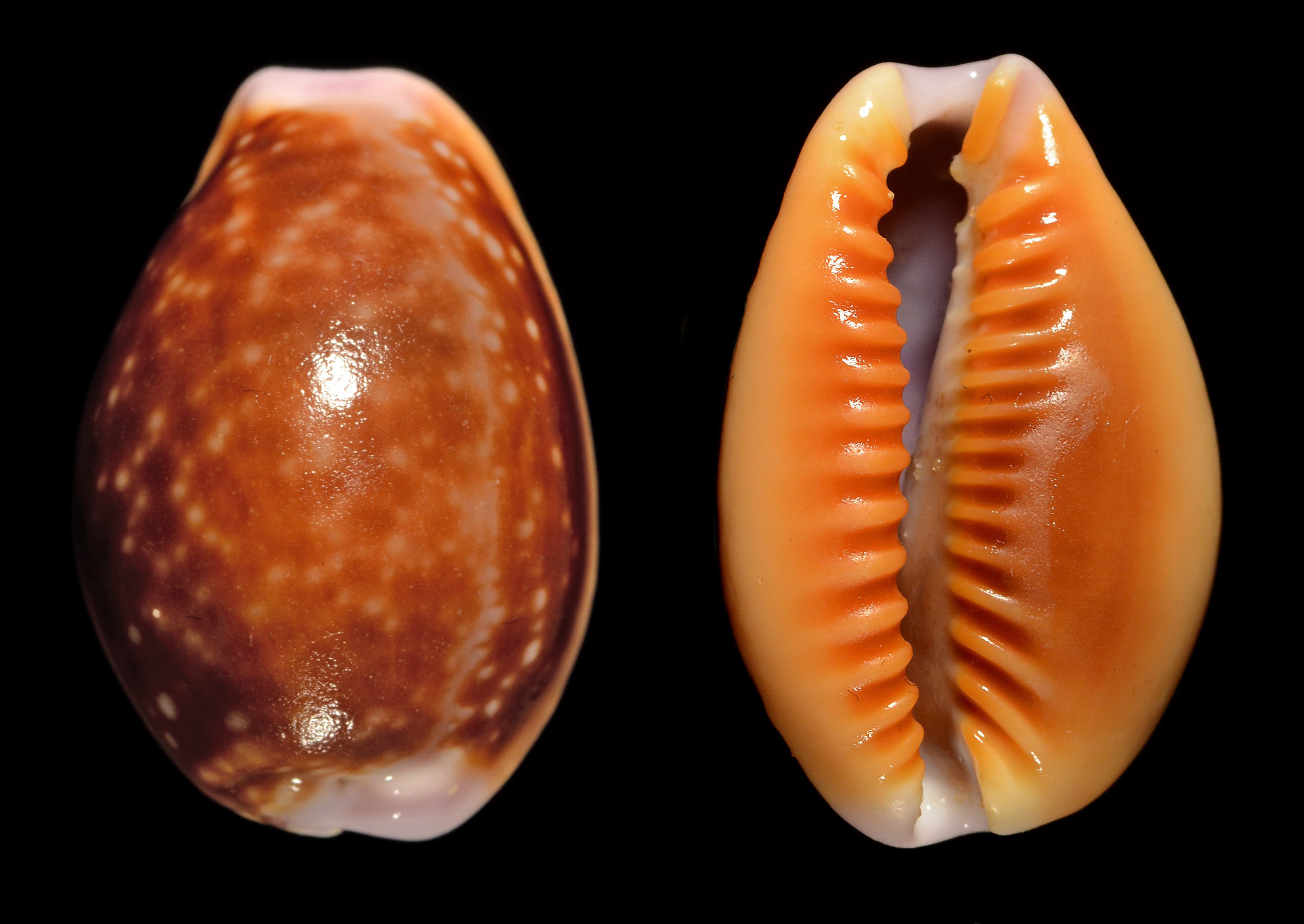